# Constituties van Clarendon

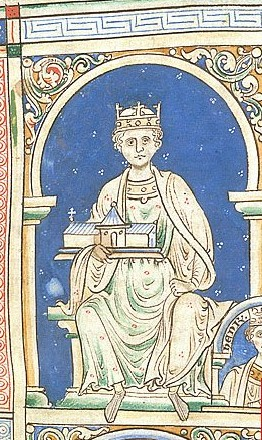
Hendrik II van Engeland

De Constituties van Clarendon in 1164 reflecteren het conflict tussen de Engelse koningen en de Katholieke Kerk. Zij werden te Clarendon Palace  uitgevaardigd door Hendrik II van Engeland en hielden een inperking in van de kerkelijke macht. Zo moesten bisschoppen voor hun inwijding hulde komen brengen aan de koning, was er koninklijke toestemming nodig voor wie in beroep wilde gaan bij de paus en moesten misdadige geestelijken uit hun stand worden ontzet zodat ze zouden kunnen berecht worden door een koninklijke rechtbank, en dus niet meer onder het canoniek recht vielen. Hierop kwam veel protest van de Kerk, en dan in het bijzonder van Thomas Becket, de aartsbisschop van Canterbury. Nadat deze in 1170 werd vermoord in zijn kathedraal, zwakte Hendrik II de constituties enigszins af. Alleen de hulde die de bisschoppen moesten brengen, hield hij in stand.